# Makar Yurchenko
Makar Yurchenko - em russo, Макар Юрченко (São Petersburgo, 29 de julho de 1998) é um motociclista cazaque nascido na Rússia, que compete na MotoGP (Moto3), pela equipe CIP - Green Power.

## Carreira
Correu 3 temporadas da CEV Moto3 Junior (2014, 2016 e 2017) e também na Red Bull MotoGP Rookies Cup, em 2015.
Em 2017 foi contratado para a temporada 2018 da Moto3, pilotando uma KTM RC250GP da equipe CIP - Green Power. Em 7 etapas, a melhor posição de chegada que obteve foi um 12º lugar no GP da Catalunha.
Com 9 pontos na classificação, Yurchenko foi substituído pelo italiano Stefano Nepa em Assen e Sachsenring.

## Links
- Perfil no site da MotoGP